# Álvaro Pais Sotomaior
Álvaro Pais Sotomaior (1250 – Monção ?) foi um nobre do Reino de Portugal com origem no Reino da Galiza.  

## Relações familiares
Foi filho de Paio Mendes Sored (1210 -?) 2.º Senhor de Sotomaior e de  Ermesenda Nunes Maldonado, filha de Nuno Fernandes Maldonado e de Aldarra Torrichão. Casou com Teresa Pais Rodeiro, de quem teve:
1. Pedro Álvares de Sotomaior (1290 -?) casado com Elvira Anes Marinho filha de João Pires Marinho (1270 -?) e de Teresa Pais Marinho (c. 1270 -?)